# Draft 2021 de la NFL
2020 2022
La draft 2021 de la NFL est la 86e draft de la National Football League, permettant aux franchises de football américain de sélectionner des joueurs universitaires éligibles pour y jouer à un niveau professionnel. 
L'événement a lieu du 29 avril au 1er mai 2021, à Cleveland dans l'État de l'Ohio,.

## Draft
La draft se compose de 7 tours ayant, généralement, chacun 32 choix. L'ordre de sélection est décidé par le classement général des équipes durant la saison précédente, donc l'équipe ayant eu le moins de victoires va sélectionner en premier et ainsi de suite jusqu'au gagnant du Super Bowl. Les équipes peuvent échanger leurs choix de draft, ce qui fait en sorte que l'ordre peut changer.
Les équipes peuvent enfin se voir attribuer des choix compensatoires. Ces choix sont placés en fin de draft et peuvent être échangés comme tout autre choix depuis 2017. Les choix compensatoires sont remis aux équipes ayant perdu plus de joueurs (et de meilleure qualité) qu'ils en ont signés pendant la free agency.
| Abréviation des positions en football américain | Abréviation des positions en football américain | Abréviation des positions en football américain | Abréviation des positions en football américain | Abréviation des positions en football américain    | Abréviation des positions en football américain    | Abréviation des positions en football américain    | Abréviation des positions en football américain    | Abréviation des positions en football américain    | Abréviation des positions en football américain | Abréviation des positions en football américain |                                     |
| ----------------------------------------------- | ----------------------------------------------- | ----------------------------------------------- | ----------------------------------------------- | -------------------------------------------------- | -------------------------------------------------- | -------------------------------------------------- | -------------------------------------------------- | -------------------------------------------------- | ----------------------------------------------- | ----------------------------------------------- | ----------------------------------- |
| C                                               | Centre                                          |                                                 | CB                                              | Cornerback                                         |                                                    | DB                                                 | Defensive back                                     |                                                    | DE                                              | Defensive end                                   |                                     |
| DL                                              | Defensive lineman                               | DT                                              | Defensive tackle                                | FB                                                 | Fullback                                           | FS                                                 | Free safety                                        |                                                    |                                                 |                                                 |                                     |
| G                                               | Guard                                           | HB                                              | Halfback                                        | K                                                  | Kicker                                             | KR                                                 | Kick returner                                      |                                                    |                                                 |                                                 |                                     |
| LB                                              | Linebacker                                      | LS                                              | Long snapper                                    | OT                                                 | Offensive tackle                                   | OL                                                 | Offensive lineman                                  |                                                    |                                                 |                                                 |                                     |
| NT                                              | Nose tackle                                     | P                                               | Punter                                          | PR                                                 | Punt returner                                      | QB                                                 | Quarterback                                        |                                                    |                                                 |                                                 |                                     |
| RB                                              | Running back                                    | S                                               | Safety                                          | SS                                                 | Strong safety                                      | TB                                                 | Tailback                                           |                                                    |                                                 |                                                 |                                     |
| TE                                              | Tight end                                       | WR                                              | Wide receiver                                   | Article détaillé : Position (football américain) . | Article détaillé : Position (football américain) . | Article détaillé : Position (football américain) . | Article détaillé : Position (football américain) . | Article détaillé : Position (football américain) . |                                                 |                                                 |                                     |
| Légende                                         |                                                 |                                                 |                                                 |                                                    |                                                    |                                                    |                                                    |                                                    |                                                 |                                                 |                                     |
| °                                               | Intronisé au Pro Football Hall of fame          | Intronisé au Pro Football Hall of fame          | Intronisé au Pro Football Hall of fame          | Intronisé au Pro Football Hall of fame             |                                                    | †                                                  | Joueur sélectionné pour le Pro Bowl                | Joueur sélectionné pour le Pro Bowl                | Joueur sélectionné pour le Pro Bowl             | Joueur sélectionné pour le Pro Bowl             | Joueur sélectionné pour le Pro Bowl |

### 1ertour
| Choix | Équipe NFL                         | Joueur                  | Position | Université                      | Notes                               |
| ----- | ---------------------------------- | ----------------------- | -------- | ------------------------------- | ----------------------------------- |
| 1     | Jaguars de Jacksonville            | Trevor Lawrence †       | QB       | Tigers de Clemson               |                                     |
| 2     | Jets de New York                   | Zach Wilson             | QB       | Cougars de BYU                  |                                     |
| 3     | 49ers de San Francisco             | Trey Lance              | QB       | Bison de North Dakota State     | Texans → Dolphins → 49ers           |
| 4     | Falcons d'Atlanta                  | Kyle Pitts †            | TE       | Gators de la Floride            |                                     |
| 5     | Bengals de Cincinnati              | Ja'Marr Chase †         | WR       | Tigers de LSU                   |                                     |
| 6     | Dolphins de Miami                  | Jaylen Waddle           | WR       | Crimson Tide de l'Alabama       | Eagles → Dolphins                   |
| 7     | Lions de Détroit                   | Penei Sewell †          | OT       | Ducks de l'Oregon               |                                     |
| 8     | Panthers de la Caroline            | Jaycee Horn †           | CB       | Gamecocks de la Caroline du Sud |                                     |
| 9     | Broncos de Denver                  | Patrick Surtain II †    | CB       | Crimson Tide de l'Alabama       |                                     |
| 10    | Eagles de Philadelphie             | DeVonta Smith           | WR       | Crimson Tide de l'Alabama       | Cowboys → Eagles                    |
| 11    | Bears de Chicago                   | Justin Fields           | QB       | Buckeyes d'Ohio State           | Giants → Bears                      |
| 12    | Cowboys de Dallas                  | Micah Parsons †         | LB       | Nittany Lions de Penn State     | 49ers → Dolphins → Eagles → Cowboys |
| 13    | Chargers de Los Angeles            | Rashawn Slater †        | OT       | Wildcats de Northwestern        |                                     |
| 14    | Jets de New York                   | Alijah Vera-Tucker      | OT       | Trojans de l'USC                | Vikings → Jets                      |
| 15    | Patriots de la Nouvelle-Angleterre | Mac Jones †             | QB       | Crimson Tide de l'Alabama       |                                     |
| 16    | Cardinals de l'Arizona             | Zaven Collins           | LB       | Golden Hurricane de Tulsa       |                                     |
| 17    | Raiders de Las Vegas               | Alex Leatherwood        | OT       | Crimson Tide de l'Alabama       |                                     |
| 18    | Dolphins de Miami                  | Jaelan Phillips         | DE       | Hurricanes de Miami             |                                     |
| 19    | Washington Football Team           | Jamin Davis             | LB       | Wildcats du Kentucky            |                                     |
| 20    | Giants de New York                 | Kadarius Toney          | WR       | Gators de la Floride            | Bears → Giants                      |
| 21    | Colts d'Indianapolis               | Kwity Paye              | DE       | Wolverines du Michigan          |                                     |
| 22    | Titans du Tennessee                | Caleb Farley (en)       | CB       | Hokies de Virginia Tech         |                                     |
| 23    | Vikings du Minnesota               | Christian Darrisaw (en) | OT       | Hokies de Virginia Tech         | Seahawks → Jets → Vikings           |
| 24    | Steelers de Pittsburgh             | Najee Harris †          | RB       | Crimson Tide de l'Alabama       |                                     |
| 25    | Jaguars de Jacksonville            | Travis Etienne          | RB       | Tigers de Clemson               | Rams → Jaguars                      |
| 26    | Browns de Cleveland                | Greg Newsome II (en)    | CB       | Wildcats de Northwestern        |                                     |
| 27    | Ravens de Baltimore                | Rashod Bateman (en)     | WR       | Golden Gophers du Minnesota     |                                     |
| 28    | Saints de La Nouvelle-Orléans      | Payton Turner (en)      | DE       | Cougars de Houston              |                                     |
| 29    | Packers de Green Bay               | Eric Stokes             | CB       | Bulldogs de la Géorgie          |                                     |
| 30    | Bills de Buffalo                   | Gregory Rousseau (en)   | DE       | Hurricanes de Miami             |                                     |
| 31    | Ravens de Baltimore                | Odafe Oweh              | DE       | Nittany Lions de Penn State     | Chiefs → Ravens                     |
| 32    | Buccaneers de Tampa Bay            | Joe Tryon (en)          | LB       | Huskies de Washington           |                                     |

### 2etour
| Choix | Équipe NFL                         | Joueur                    | Position | Université                       | Notes                     |
| ----- | ---------------------------------- | ------------------------- | -------- | -------------------------------- | ------------------------- |
| 33    | Jaguars de Jacksonville            | Tyson Campbell (en)       | CB       | Bulldogs de la Géorgie           |                           |
| 34    | Jets de New York                   | Elijah Moore (en)         | WR       | Rebels d'Ole Miss                |                           |
| 35    | Broncos de Denver                  | Javonte Williams          | RB       | Tar Heels de la Caroline du Nord | Falcons → Broncos         |
| 36    | Dolphins de Miami                  | Jevon Holland             | S        | Ducks de l'Oregon                | Texans → Dolphins         |
| 37    | Eagles de Philadelphie             | Landon Dickerson †        | C        | Crimson Tide de l'Alabama        |                           |
| 38    | Patriots de la Nouvelle-Angleterre | Christian Barmore         | DT       | Crimson Tide de l'Alabama        | Bengals → Patriots        |
| 39    | Bears de Chicago                   | Teven Jenkins (en)        | OT       | Cowboys d'Oklahoma State         | Panthers → Bears          |
| 40    | Falcons d'Atlanta                  | Richie Grant (en)         | S        | Knights de l'UCF                 | Broncos → Falcons         |
| 41    | Lions de Détroit                   | Levi Onwuzurike (en)      | DT       | Huskies de Washington            |                           |
| 42    | Dolphins de Miami                  | Liam Eichenberg (en)      | OT       | Fighting Irish de Notre Dame     | Giants → Dolphins         |
| 43    | Raiders de Las Vegas               | Trevon Moehrig            | S        | Horned Frogs de TCU              | 49ers → Raiders           |
| 44    | Cowboys de Dallas                  | Kelvin Joseph (en)        | CB       | Wildcats du Kentucky             |                           |
| 45    | Jaguars de Jacksonville            | Walker Little (en)        | OT       | Cardinal de Stanford             | Vikings → Jaguars         |
| 46    | Bengals de Cincinnati              | Jackson Carman (en)       | G        | Tigers de Clemson                | Patriots → Bengals        |
| 47    | Chargers de Los Angeles            | Asante Samuel Jr. (en)    | CB       | Seminoles de Florida State       |                           |
| 48    | 49ers de San Francisco             | Aaron Banks (en)          | G        | Fighting Irish de Notre Dame     | Raiders → 49ers           |
| 49    | Cardinals de l'Arizona             | Rondale Moore (en)        | WR       | Boilermakers de Purdue           |                           |
| 50    | Giants de New York                 | Azeez Ojulari (en)        | DE       | Bulldogs de la Géorgie           | Dolphins → Giants         |
| 51    | Washington Football Team           | Samuel Cosmi              | OT       | Longhorns du Texas               |                           |
| 52    | Browns de Cleveland                | Jeremiah Owusu-Koramoah † | LB       | Fighting Irish de Notre Dame     | Bears → Panthers → Browns |
| 53    | Titans du Tennessee                | Dillon Radunz (en)        | OT       | Bison de North Dakota State      |                           |
| 54    | Colts d'Indianapolis               | Dayo Odeyingbo (en)       | DE       | Commodores de Vanderbilt         |                           |
| 55    | Steelers de Pittsburgh             | Pat Freiermuth            | TE       | Nittany Lions de Penn State      |                           |
| 56    | Seahawks de Seattle                | D'Wayne Eskridge (en)     | WR       | Broncos de Western Michigan      |                           |
| 57    | Rams de Los Angeles                | Tutu Atwell (en)          | WR       | Cardinals de Louisville          |                           |
| 58    | Chiefs de Kansas City              | Nick Bolton               | LB       | Tigers du Missouri               | Ravens → Chiefs           |
| 59    | Panthers de la Caroline            | Terrace Marshall Jr. (en) | WR       | Tigers de LSU                    | Browns → Panthers         |
| 60    | Saints de La Nouvelle-Orléans      | Pete Werner (en)          | LB       | Buckeyes d'Ohio State            |                           |
| 61    | Bills de Buffalo                   | Carlos Basham Jr. (en)    | DE       | Demon Deacons de Wake Forest     |                           |
| 62    | Packers de Green Bay               | Josh Myers (en)           | C        | Buckeyes d'Ohio State            |                           |
| 63    | Chiefs de Kansas City              | Creed Humphrey †          | C        | Sooners de l'Oklahoma            |                           |
| 64    | Buccaneers de Tampa Bay            | Kyle Trask (en)           | QB       | Gators de la Floride             |                           |

## Joueurs notables sélectionnés dans les tours suivants
| Choix | Équipe                 | Joueur              | Pos | Université              | Notes                      |
| ----- | ---------------------- | ------------------- | --- | ----------------------- | -------------------------- |
| 89    | Texans de Houston      | Nico Collins †      | WR  | Wolverines du Michigan  | Browns → Panthers → Texans |
| 112   | Lions de Détroit       | Amon-Ra St. Brown † | WR  | Trojans de l'USC        |                            |
| 180   | 49ers de San Francisco | Talanoa Hufanga †   | S   | Trojans de l'USC        |                            |
| 226   | Chiefs de Kansas City  | Trey Smith †        | G   | Volunteers du Tennessee | Panthers → Jets → Chiefs   |